# Kompania graniczna KOP „Mikołajewszczyzna”

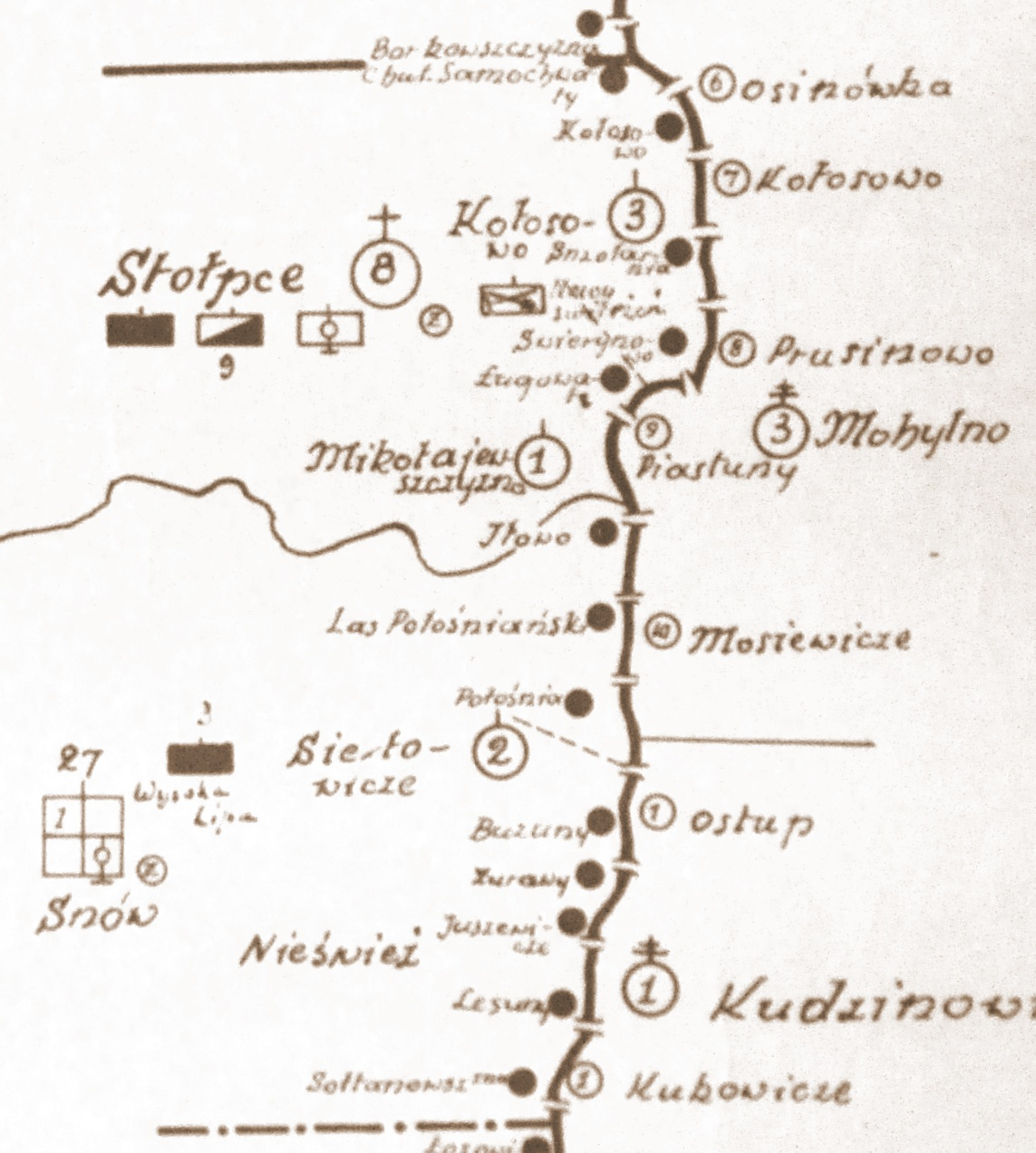
Szkic rozmieszczenia batalionu KOP „Stołpce” w 1931

Kompania graniczna KOP „Mikołajewszczyzna” – pododdział graniczny Korpusu Ochrony Pogranicza pełniący służbę ochronną na granicy polsko-radzieckiej.

## Geneza
Do czasu zakończenia wojny polsko-bolszewickiej, czyli do jesieni 1920, wschodnią granicę państwa polskiego wyznaczała linia frontu. Dopiero zarządzeniem z 6 listopada 1920 utworzono Kordon Graniczny Ministerstwa Spraw Wojskowych. W połowie stycznia 1921 zmodyfikowano formę ochrony granicy i rozpoczęto organizowanie Kordonu Granicznego Naczelnego Dowództwa WP. Obsadzony on miał być przez żandarmerię polową i oddziały wojskowe. Latem 1921 ochronę granicy wschodniej postanowiło powierzyć Batalionom Celnym. W Nowym Świerżeniu rozmieszczono dowództwo i pododdziały sztabowe 2 batalionu celnego, a jego 1 kompania stacjonowała w Mikołajewszczyźnie. 
W drugiej połowie 1922 przeprowadzono kolejną reorganizację organów strzegących granicy wschodniej. 1 września 1922 bataliony celne przemianowano na bataliony Straży Granicznej. W rejonie odpowiedzialności przyszłej kompanii granicznej KOP „Druskienniki” służbę graniczną pełniły pododdziały 41 batalionu Straży Granicznej. 
Już w następnym zlikwidowano Straż Graniczną, a z dniem 1 lipca 1923 pełnienie służby granicznej na wschodnich rubieżach powierzono Policji Państwowej. 
W sierpniu 1924 podjęto uchwałę o powołaniu Korpusu Ochrony Pogranicza – formacji zorganizowanej na wzór wojskowy, a będącej w etacie Ministerstwa Spraw Wewnętrznych.

## Formowanie i zmiany organizacyjne
Na podstawie rozkazu szefa Sztabu Generalnego L. dz. 12044/O.de B./24 z 27 września 1924, w pierwszym etapie organizacji Korpusu Ochrony Pogranicza sformowano 8 batalion graniczny , a w jego składzie 18 kompanię graniczną KOP. W listopadzie 1936 kompania liczyła 2 oficerów, 7 podoficerów, 4 nadterminowych i 82 żołnierzy służby zasadniczej.
W 1939 1 kompania graniczna KOP „Mikołajewszczyzna” podlegała dowódcy batalionu KOP „Stołpce”.

## Służba graniczna
Podstawową jednostką taktyczną Korpusu Ochrony Pogranicza przeznaczoną do pełnienia służby ochronnej był batalion graniczny. Odcinek batalionu dzielił się na pododcinki kompanii, a te z kolei na pododcinki strażnic, które były „zasadniczymi jednostkami pełniącymi służbę ochronną”, w sile półplutonu. Służba ochronna pełniona była systemem zmiennym, polegającym na stałym patrolowaniu strefy nadgranicznej i tyłowej, wystawianiu posterunków alarmowych, obserwacyjnych i kontrolnych stałych, patrolowaniu i organizowaniu zasadzek w miejscach rozpoznanych jako niebezpieczne, kontrolowaniu dokumentów i zatrzymywaniu osób podejrzanych, a także utrzymywaniu ścisłej łączności między oddziałami i władzami administracyjnymi. Miejscowość, w którym stacjonowała kompania graniczna, posiadała status garnizonu Korpusu Ochrony Pogranicza.
1 kompania graniczna „Mikołajewszczyzna” w 1934 ochraniała odcinek granicy państwowej szerokości 20 kilometrów 330 metrów. Po stronie sowieckiej granicę ochraniały zastawy „Piastuny” i „Mosiewicze” z komendantury „Mohylno” .
Wydarzenia:
- W meldunku sytuacyjnym KOP za okres od 11 do 20 listopada 1928 odnotowano: Patrol kontrolny zauważył podczas kontroli słupów granicznych przestrzelone godło państwowe na słupie granicznym nr 818[16].

Kompanie sąsiednie:
- 3 kompania graniczna KOP „Kołosowo” ⇔ 2 kompania graniczna KOP „Siejłowicze” – 1928[17], 1929[18], 1931[15] , 1932[19], 1934[20], 1938[21]

## Struktura organizacyjna
Strażnice kompanii w 1928 :
- 69 strażnica KOP „Ługowate”
- 70 strażnica KOP „Iłowo” (Iłłowo[b])
- 71 strażnica KOP „Panie Kochanku”
- 72 strażnica KOP „Połośnia”
- strażnica KOP „Folwark Truss”

Strażnice kompanii w latach 1929 – 1934 
- strażnica KOP „Ługowate”[d]
- strażnica KOP „Iłowo”[e]
- strażnica KOP „Las Połośniański”[f]
- strażnica KOP „Połośnia”[g]

Strażnice kompanii w 1938
- strażnica KOP „Las Połośniański”
- strażnica KOP „Połośnia”

Organizacja kompanii 17 września 1939:
- dowództwo kompanii
- pluton odwodowy
- 1 strażnica KOP „Las Połośniański”
- 2 strażnica KOP „Połośnia”

## Dowódcy kompanii
- kpt. piech. Stanisław Grzegorz Paczkowski (16 XI 1931? – 5 VI 1932)[h]
- kpt. Witold Gorczycki[i] (- VIII 1939)